# Breitenstein (Harz)
Breitenstein (Harz) este o comună din landul Saxonia-Anhalt, Germania.
1. ↑  GeoNames